# Strijen
Strijen (dân số: 9.312 người trong năm 2004) là một đô thị ở phía tây Hà Lan, trong tỉnh Zuid-Holland.Đô thị này có diện tích 57,72 km² (trong đó 6,50 km² là diện tích mặt nước), toạ lạc ở trên đảo Hoeksche Waarddọc theo lưu vực Hollands Diep.
Đô thị Strijen gồm các trung tâm dân cư Cillaarshoek, De Klem, Mookhoek, Oudendijk, và Strijensas.

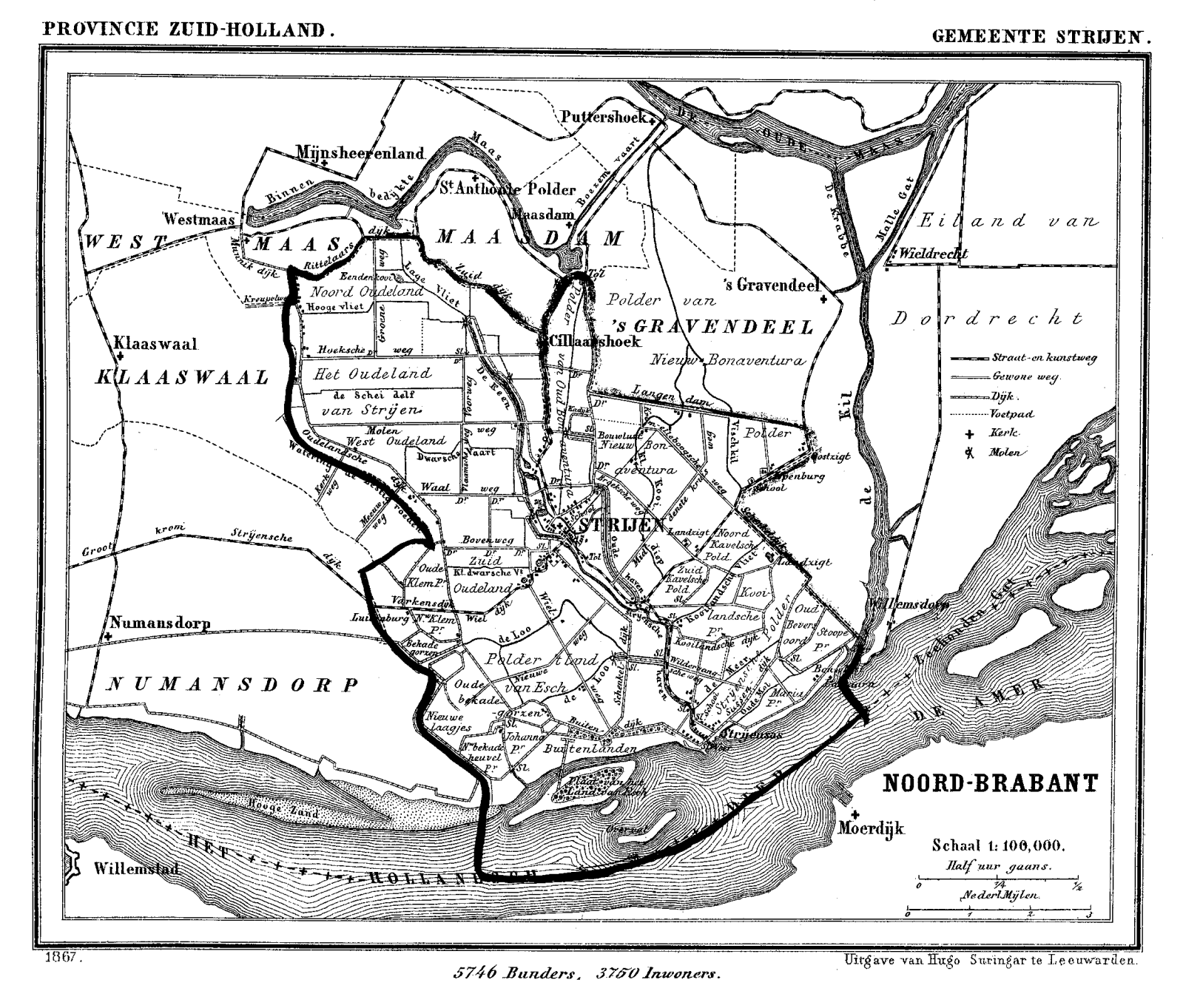
Strijen năm 1867.